# Adrian Zaugg
Adrian Zaugg, född 4 november 1986 i Singapore, är en sydafrikansk racerförare. 

## Racingkarriär
Zaugg blev sjua i Formel BMW ADAC 2004, och fortsatte sedan till det Formula Renault 2.0 Italia, där han blev femma 2005, och tvåa 2006. Han fick sedan köra för Arden International i GP2 under 2007, men blev överglänst av Bruno Senna, och slutade bara artonde i mästerskapet, vilket gjorde att han inte fick något nytt kontrakt i GP2. Han bröt sedan med Red Bull, då de ville att han skulle till Japan, då Zaugg ville stanna i Europa. Han körde under 2008 framförallt A1 Grand Prix för A1 Team South Africa. Han vann två deltävlingar under 2007/2008.